# Odilio Denys
 (mars 2020).
Si vous disposez d'ouvrages ou d'articles de référence ou si vous connaissez des sites web de qualité traitant du thème abordé ici, merci de compléter l'article en donnant les références utiles à sa vérifiabilité et en les liant à la section « Notes et références ».
Pour les articles homonymes, voir Denys.
Odílio Denys (Santo Antônio de Pádua, 17 février 1892 — Rio de Janeiro, 5 novembre 1985) est un militaire brésilien. Maréchal, il a commandé la 3ème Division d'Infanterie, à Santa Maria, entre septembre et novembre 1946. Il a été Ministre de la Guerre entre le 15 février 1960 et le 7 septembre 1961, durant les gouvernements de Juscelino Kubitschek, Jânio Quadros et Ranieri Mazzilli.

## Biographie
Il est le fils de Otávio Denys et de Maria Luísa Denys.
À l'École militaire de Realengo, il suit des cours d'infanterie et de cavalerie. Devenu aspirant en avril 1915, il est affecté à Bajé.
En juin 1921, il est promu premier lieutenant.
En 1922, il participe au soulèvement déclenché par de jeunes officiers de l'armée contre le gouvernement fédéral.
À partir du 1er novembre 1930, il commande l'École des sergents d'infanterie de Vila Militar, jusqu'en août 1931.
Il est alors transféré au 2e régiment d'infanterie, également basé à Vila Militar.
En 1933, il est nommé officier de cabinet du ministre de la Guerre, le général Góis Monteiro .
En septembre 1937, il est promu lieutenant-colonel.
Le 13 mai 1938, il est nommé, sur recommandation de Getúlio Vargas, au commandement du 1er BC à Petrópolis. Il est promu colonel et nommé commandant du bataillon des gardes dans la capitale de la République. Il ne resta que trois mois dans le bataillon des gardes, revenant à Petrópolis, d'où il part en mars 1940.
En 1946, il occupe le secrétariat général du ministère de la Guerre, et il est envoyé à Belém pour commander la 8e région militaire (8e RM). En juillet, il est transféré à Santa Maria (RS), où il assume le commandement de la 3e division d'infanterie.
Promu général de division en octobre, le mois suivant, il commande la 1ère division d'infanterie à Rio de Janeiro.
En avril 1950, il est nommé à la tête du Département de l'administration générale de l'armée. Il est promu général d'armée en août 1952. Un mois plus tard, il s'embarque pour Porto Alegre, où il assume le commandement de la zone militaire sud.
Au début de 1954, Odílio Denys a assumé, dans le District fédéral, le commandement de la Zone militaire est, prédécesseur de la I Armée. Avec le suicide de Getúlio Vargas, sa mission consistait à maintenir l'ordre dans la capitale. La conduite de Denys pendant la crise a été saluée par le ministre de la Guerre.
Avec l'investiture de Juscelino Kubitschek et João Goulart à la présidence et à la vice-présidence de la République le 31 janvier 1956, Denys reste aux commandes de la zone militaire orientale. Du fait de sa participation aux événements du 11 novembre, il fut l'un des chefs militaires les plus combattus par les courants politiques avec lesquels il s'alliera plus tard, en 1961 et 1964.
Il a été l'un des protagonistes du coup d'état militaire de 1964 contre le président João Goulart et avec l'appui du gouvernement des Etats-Unis.
Après avril 1964, il n'a plus aucune activité politique ou militaire. En 1967, il a été invité par le chef de la nation, le maréchal Humberto de Alencar Castelo Branco, à être président d'honneur de la National Renovating Alliance (Arena), un parti créé en 1966. Il n'a pas accepté l'offre, déclarant que le militantisme du parti n'avait jamais fait l'objet de ses réflexions.
Il est le père de cinq fils, dont le général Rubens Bayma Denys (pt) (responsable militaire dans le gouvernement de José Sarney et Ministre des Transports dans le gouvernement de Itamar Franco) et Renato Bayma Denys, ambassadeur de son pays.
Il est mort à Rio de Janeiro, le 5 novembre 1985. Son nom a été donné à une rue de la capitale brésilienne, ainsi qu'à une rue de Sao Paulo.